# مزققة بنية
مزققة بنية (الاسم العلمي:Ascobolus brunneus) هي نوع من الفطريات تتبع جنس المزققة من الفصيلة المزققية.